# Brett Thomas
Brett Thomas (* 24. August 1977 in Manly, New South Wales) ist ein ehemaliger australischer Eishockeyspieler, der für die Sydney Ice Dogs in der Australian Ice Hockey League spielte.

## Karriere
Brett Thomas verbrachte seine gesamte Karriere als Eishockeyspieler bei den Sydney Ice Dogs, für die er ab 2004 in der Australian Ice Hockey League aktiv war und mit denen er in seiner ersten Saison, als die Mannschaft sich noch Western Sydney Ice Dogs nannte, den Goodall Cup, die australische Eishockeymeisterschaft, gewann. Nach der Saison 2011 beendete er seine Karriere.

### International
Für Australien nahm Thomas an den Weltmeisterschaften der Division II 2007, 2008 und 2011 teil. Dabei gelang ihm mit den Australiern 2008 und 2011 der Aufstieg in die Division I.

## Erfolge und Auszeichnungen
- 2004 Goodall-Cup-Gewinn mit den Western Sydney Ice Dogs
- 2008 Aufstieg in die Division I bei der Weltmeisterschaft der Division II, Gruppe B
- 2011 Aufstieg in die Division I bei der Weltmeisterschaft der Division II, Gruppe A